# Lobló
Lobló egy történelmi település a mai burgenlandi Valla területén, a Fertő tó keleti partján. Az egykoron besenyők által lakott mosonyi határőr települést ma már a kutatásoknak köszönhetően pontosan helyhez lehet kötni.

## Neve
A falut először 1276-ban említették Lobl néven. Továbbá 1291-ben: Loblu, 1349-ben: Lobl, 1358-ban: Lubd, 1360-ban: Lobol, 1394-ben: Lobl és 1430-ban mint Lobloth.
1430 után a falut már sehol sem említették, de a nevét a már kiszáradt Loblói-tó (Lobler-See), a Hanság-főcsatornába folyó Loblergraben és az 1945-ben felrobbantott Lobler-híd megőrizte.

### Loblói-tó
„Az Ikva torkolattól K-re kb. 1,3 km-re, a régi Loblói-tó lecsapolt medre mellett kb. 600 m hosszú, 250-300 m széles, 1-1,5 m magas domb húzódik az államhatár közelében K-NY-i irányban. Északi része átnyúlik a burgerlandi Valla (Wallern) határában, ezt a Hánság csatornával átvágták, de az akkor esetleg előkerült leletekre nem figyeltek. A domb jelenleg szántóföld.”
Az 1900-as évek elején a tó mérete még 60 hektár volt. A tófenekét vastag iszapréteg borította, élővilága gazdag és sokszínű.
1929-30-ban a tó megcsappant vízszintje és elmocsarasodása miatt a lecsapolás mellett döntöttek, a megmaradt vizet a Loblergrabenen keresztül a Hanságba vezették.

## Története
Anonymus szerint Zsolt vezér besenyőket telepített le a Fertő-tó keleti vidékére. Ezek később, Salamon idejében határőrszolgálatot láttak el. A 13. századtól oklevelek jelzik faluk és birtokok kialakulását ezen a részen. Az okleveles adatok alapján pontosan helyhez lehet kötni az 1276-ban említett, hat házhelyes Lobló falut.
1276-ban IV. László király a németek és a csehek elleni harcokban tanúsított vitézségéért az Osl-nemzetségbeli Belednek adományozta Lózst, a soproni vár két másik földjével, Loblóval és a lakatlan Tarddal együtt.
Egy 1349-ben a győri székeskáptalan előtt kelt oklevél szerint az Osli nembeli Viczai Miklós fiai Tamás és János 20 évre elzálogosította a falut a többi birtokával együtt.
1394-ben Kishőflányi Beled fiának, Gergelynek a birtokába került.
A községet utoljára 1430-ban említették. Feltehetőleg a mocsár terjeszkedése elűzte a falu lakóit.